# Saladillo (Buenos Aires)
Pour les articles homonymes, voir Saladillo.
Saladillo est une localité argentine située dans le partido homonyme, dans la province de Buenos Aires.

## Histoire
Saladillo est le cas d'une ville qui est à la tête d'un partido situé dans la province de Buenos Aires et qui a été fondée plusieurs années après la création du partido. Depuis la présidence de Bernardino Rivadavia — au milieu des années 1820 — l'endroit a été l'un des premiers à être colonisé par des colons blancs après que la ligne de frontière sud, formée par la barrière naturelle du río Salado, séparant les terres blanches des territoires indigènes, ait été surmontée. Les premiers estancieros (éleveurs) se sont installés et ont progressivement peuplé les champs de bovins et de moutons. Rosas subdivise les vastes partido frontaliers et fonde le partido de Saladillo afin de contrôler plus efficacement les campagnes. Ce partido n'a aucune importance économique ou sociale.
Le 25 décembre 1839, par décret de Juan Manuel de Rosas, alors gouverneur de Buenos Aires, est créé le partido de Saladillo, qui tire son nom du ruisseau qui marque la limite nord-ouest du territoire et qui est un affluent du rio Salado. Plus tard - plus précisément le 31 juillet 1863 - le décret de fondation de la ville a été signé. En 1846, le premier juge de paix du partido de Saladillo entre en fonction. Il est chargé de l'organisation et de l'administration de la justice et du gouvernement.

## Démographie
La localité compte 26 753 habitants (Indec, 2010), ce qui représente une augmentation de 14,3 % par rapport au précédent recensement qui comptait 23 313 habitants en 2001.

## Religion
| Diocèse  | Azul                          |
| -------- | ----------------------------- |
| Paroisse | Nuestra Señora de la Asunción |